# Luisa Piccarreta

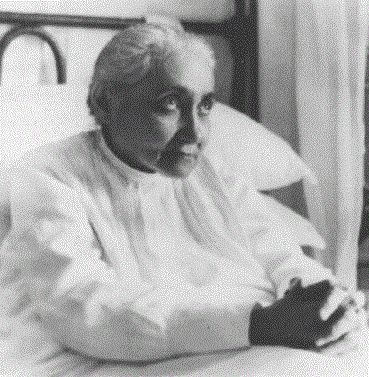
Piccarreta in ihrem Bett

Luisa Piccarreta, TOSD, (* 23. April 1865 in Corato; † 4. März 1947 ebenda) war eine katholische Mystikerin und Mitglied des Dritten Ordens des heiligen Dominikus. Im Mittelpunkt ihrer Schriften und ihrer Spiritualität stand die Vereinigung mit dem Willen Gottes. Sie war auch bekannt als „Kleine Tochter des göttlichen Willens“.

## Lebenslauf
Luisa Piccarreta wurde am 23. April 1865 in der Gemeinde Corato in der ehemaligen Provinz Bari, Süditalien, als Tochter von Vito Nicola und Rosa Tarantino Piccarreta geboren. Sie besuchte nur die erste Klasse und trat als Jugendliche in den Dritten Orden des hl. Dominikus ein. Als Erwachsene begann sie mit dem Klöppeln.
Im Jahr 1889 wurde sie bettlägerig. Im Februar desselben Jahres bat Annibale Maria di Francia, der als kirchlicher Zensor für alle ihre Schriften eingesetzt worden war, sie, ein Tagebuch über ihre geistlichen Erfahrungen zu führen. Nachdem Piccarreta das Manuskript fertiggestellt hatte, schickte sie es zusammen mit einem Brief an di Francia. In diesem Brief spricht sie von der Genugtuung, die Jesus empfinde, wenn wir die Stunden der Passion meditieren. Außerdem fügte Luisa der Handschrift und dem Brief einige Notizen bei, in denen sie die Wirkungen und Verheißungen auflistete, die Jesus demjenigen gebe, der über diese Stunden seiner Passion meditiert.

## Seligsprechungsverfahren
Im Jahr 1994 eröffnete der Erzbischof von Trani-Barletta-Bisceglie den Seligsprechungsprozess. Im Oktober 2005 war der diözesane Prozess der Untersuchung und Dokumentation abgeschlossen. Ihr Fall wurde dann an die Kongregation für die Selig- und Heiligsprechungsprozesse weitergeleitet; Luisa wurde zur Dienerin Gottes ernannt. Das Dikasterium für die Glaubenslehre weigerte sich mehrmals, der Fortsetzung des Seligsprechungsprozesses sein Nihil obstat zu erteilen. Der kanonische Prozess für Piccareta wurde im Januar 2024 wegen „theologischer, christologischer und anthropologischer“ Fragen im Zusammenhang mit ihren Schriften ausgesetzt, aber im Juni 2024 mit der Erteilung des Nihil obstat durch das Dikasterium für die Glaubenslehre wieder aufgenommen.

### Schriften
In einem Schreiben vom 1. November 2012 wies Erzbischof Giovanni Battista Pichierri darauf hin, dass es bis zum Abschluss der Überprüfung verfrüht gewesen wäre, sich dazu zu äußern, ob Piccarretas Schriften mit der katholischen Lehre übereinstimmten oder nicht. Pichierri erklärte außerdem, dass  eine „typische und kritische Ausgabe“ ihrer Schriften erscheinen werde. Am 1. November 2012 wiederholte Pichierri, „dass die Lehre vom göttlichen Willen nicht immer in einer respektvollen und korrekten Weise gemäß der Lehre der Kirche und des Lehramtes dargestellt wurde, indem man Luisa Behauptungen in den Mund legte, die nicht einmal implizit in ihren Schriften zu finden sind. Das verursacht ein Trauma im Bewusstsein und sogar Verwirrung und Ablehnung im Volk und unter den Priestern und Bischöfen.“